# DerMarr Johnson
Pour les articles homonymes, voir Johnson.
DerMarr Johnson, né le 5 mai 1980 à Washington aux États-Unis, est un joueur américain de basket-ball. Il évolue aux postes d'arrière et d'ailier.